# آن إيشي
آن إيشي (بالإنجليزية: Anne Ishii)‏ هي كاتبة قصص مصورة أمريكية، ولدت في 19 مايو 1979.

## وصلات خارجية
- آن إيشي على موقع IMDb (الإنجليزية)